# Reflexion (fysik)

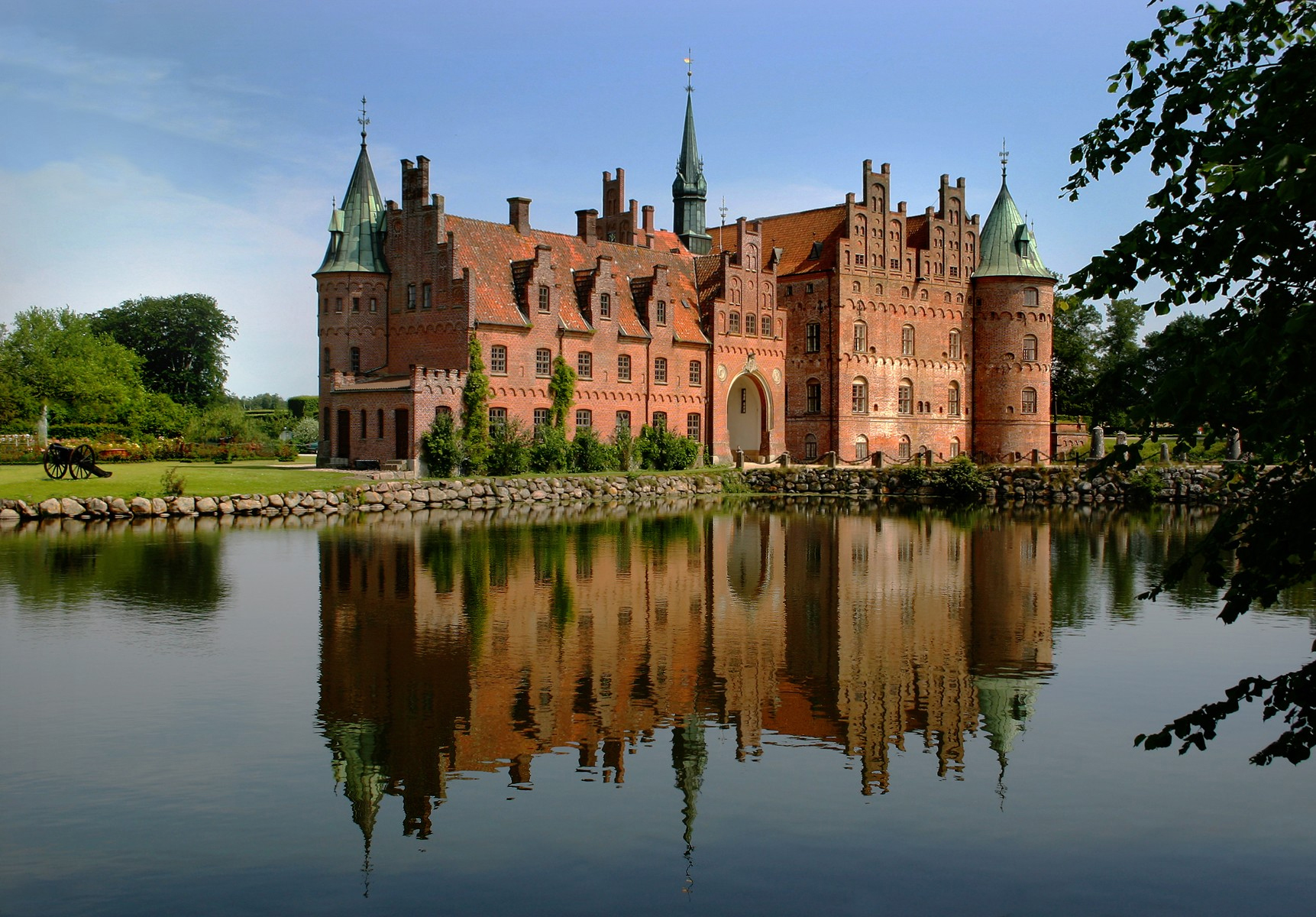
Slottet speglas i vattnet

Reflexion, även reflektion, är en abrupt ändring av riktningen för en vågfront på en yta mellan två olika media så att vågfronten går tillbaka i det medium den kom från. Vanliga exempel är reflexion av ljus-, ljud- och vattenvågor.
Reflexion av ljus kan vara en spegling (regelbunden reflexion) eller en diffus (oregelbunden) reflexion (som inte ger någon bild men som kastar tillbaka ljuset), beroende på ytans egenskaper. Beroende på om det reflekterande mediet är dielektriskt eller ledande kan det reflekterade ljuset vara i fas med den infallande vågfronten eller inverterat.

## Reflexion av ljus

Vid spegling är θ_{i} = θ_{r}, det vill säga infallsvinkeln och reflexionsvinkeln är lika stora

En spegel är ett vanligt exempel på ett reflekterande föremål och består av en glasyta med en metallbeläggning på baksidan. Det är i ytan mellan glaset och metallen reflexionen sker. För att få en god spegling måste ojämnheter i ytan vara betydligt mindre än ljusets våglängd. Det är också möjligt att få reflexioner i ytor från genomskinliga media som vatten och glas.
I figuren kommer en infallande stråle PO in mot en spegel i punkten O, och den reflekterade strålen OQ bildas. Genom att dra en linje vinkelrätt mot spegelplanet genom punkten O, en så kallad normal, går det att mäta infallsvinkeln, θi och reflexionsvinkeln, θr. Enligt reflexionslagen är θi = θr, eller med andra ord, infallsvinkeln och reflexionsvinkeln är lika stora.
I själva verket kan en reflexion ske varje gång ljus når en gränsyta mellan två medier med olika brytningsindex. Generellt så speglas en del av ljuset från ytan och återstoden bryts. Genom att lösa Maxwells ekvationer för en ljusstråle som träffar en yta kan man få fram Fresnels ekvationer som kan användas för att beräkna hur stor del som reflekteras respektive bryts. Totalreflexion av ljus sker när infallsvinkeln är större än den kritiska vinkeln i Snells lag.

### Diffus reflexion
Ljuset reflekteras i alla tänkbara vinklar på grund av små ojämnheter i ytan. Detta gäller alla matta ytor som inte är svarta.

### Reflektans
Reflektansen beskriver hur stor del av den infallande strålningen som reflekteras tillbaka. Resterande strålning passerar ytskiktet, och absorberas av materialet, eller fortsätter (transparens). En blank yta och en vit, har reflektansen nära 1. En så kallad svart kropp har definitionsmässigt reflektansen 0. 
Reflektansen är våglängdsberoende, vilket gör att vi uppfattar att föremål har färg. 
Så kallat energiglas utnyttjar detta våglängdsberoende för att släppa in solljuset och synligt ljus (låg reflektans), men att reflektera värmestrålning som försöker lämna huset.
Ibland görs en åtskillnad mellan reflexionskoefficient och reflektans där reflektansen anger kvoten mellan reflekterad och infallande intensitet medan reflexionskoefficienten anger kvoten mellan reflekterad och infallande amplitud. Reflektansen är då reflexionskoefficienten i kvadrat.

## Ljudreflexion

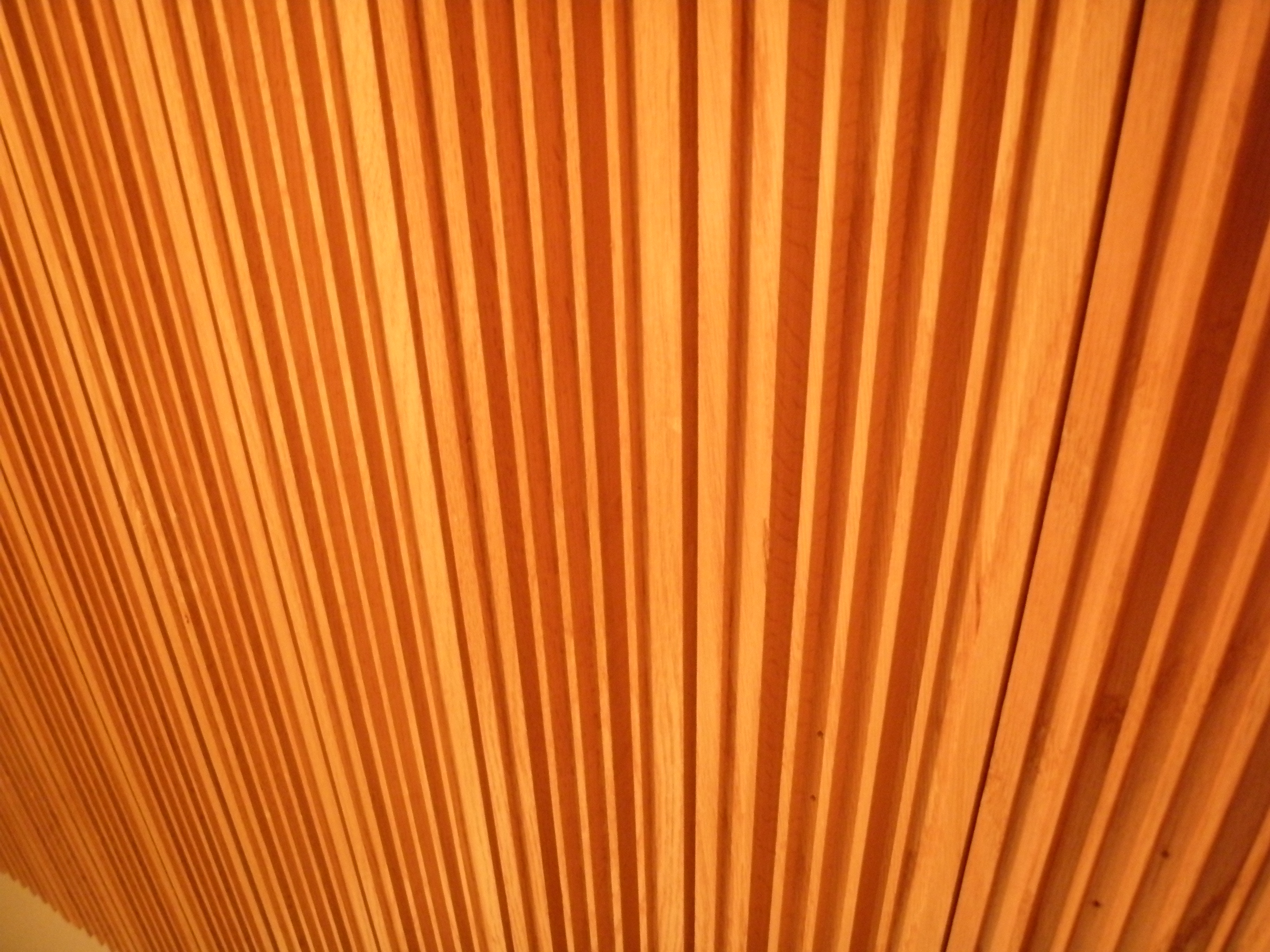
Ljuddiffusionspanel för höga frekvenser

När en längsgående ljudvåg träffar en plan yta, reflekteras ljudet på ett enhetligt sätt under förutsättning att den reflekterande ytan är stor i förhållande till ljudets våglängd. Observera att hörbart ljud har ett mycket brett frekvensområde (från 20 till cirka 17000  Hz) och därmed ett mycket brett spektrum av våglängder (från cirka 20 mm till 17 m). Den övergripande karaktären hos reflexionen varierar beroende på ytans struktur. Till exempel, kommer porösa material att absorbera lite energi och grova material (där ”grov” är i förhållande till våglängden) tenderar att sprida ljudet i olika riktningar (utan att skingra ljudets energi), snarare än att reflektera det på enhetligt sätt. Detta leder till byggnadsakustikens område, eftersom den typen av  reflexioner är avgörande för hörselkänslan hos en plats.